# Konzulat Republike Slovenije v Splitu
Konzulat Republike Slovenije v Splitu je diplomatsko-konzularno predstavništvo (konzulat) Republike Slovenije s sedežem v Splitu (Hrvaška); spada pod okrilje Veleposlaništvu Republike Slovenije na Hrvaškem.
Trenutni častni konzul je Branko Vrščaj.